# Magnitogorsk
Magnitogorsk (ruski: Магнитого́рск) je grad na granici jugo-istočnog europskog te jugo-zapadnog azijskog dijela Rusije, u Čeljabinskoj oblasti, jedan od najvećih svjetskih centara crne metalurgije.

## Zemljopis
Magnitogorsk je udaljen od Čeljabinska željeznicom 420 km, autocestom 308 km, po trasi "od stanice do stanice" 321,4 km. Udaljenost od Moskve – je 1916 km željeznicom, 2200 km – po autocesti M5 i oko 1700 km po autocesti M7.
Područje grada zauzima 392,35 km², proteže se sa sjevera na jug – 27 km, s istoka na zapad – 22 km, nadmorska visina je – 310 m.
Zapadna granica teritorije Magnitogorska je administrativna granica između Čeljabinske oblasti i Baškirije.

### Položaj
Grad se nalazi u podnožju Magnetske planine, na istočnoj padini južnog Urala, na obje obale rijeke Urala (desna obala je u Europi, lijeva – u Aziji). Magnitogorsk se nalazi na teritoriji povijesnog Baškortostana te je 25. po povrišini i 42. po broju stanovnika u Ruskoj Federaciji.

## Administrativna podjela
Administrativno je podijeljen na tri četvrti:
- Lenjinska četvrt
- Desnoobalna četvrt
- Ordžonikidzevska četvrt (imenovana po Sergo Ordžonikidze)

## Transport
Zračni promet se odvija preko međunarodne zračne luke Magnitogorsk.

Međumjesni transport:
- električni vlak
- autobus
- maršutka
- taksi

Gradski transport:
- tramvaj
- autobus
- maršutka
- taksi

## Vanjske poveznice
- Službene stranice grada Magnitogorska